# Maritta Hübner
Maritta Hübner (* 17. Oktober 1930 in Hindenburg O.S.; † 13. August 1989 in Ost-Berlin) war eine deutsche Hörspielregisseurin, Autorin und Sprecherin. Sie gewann sechsmal den DDR-Kinderhörspielpreis der vom Staatlichen Komitee für Rundfunk vergeben wurde in der Kategorie Hörerpreis und einmal in der Kategorie Kritikerpreis. Das Deutsche Rundfunkarchiv (DRA) verzeichnet über 350 Kinderhörspiel-Inszenierungen der Regisseurin.

## Hörspiele und Feature

### Regie
- 1964: Ernst Röhl (nach Johann Peter Hebel): Zundelfrieders Abenteuer
- 1964: Oswaldo Ramos: Dorina und meine Okarina (Kinderhörspiel/Kurzhörspiel – Rundfunk der DDR)
- 1966: Herribert Schanke: Dritabse (Kinderhörspiel – Rundfunk der DDR)
- 1967: Jacob Grimm/Wilhelm Grimm: Der gestiefelte Kater
- 1970: Herbert Friedrich: Radsaison
- 1970: Jelesnikow: So ein Held sein, dass muß man lernen wie das ABC in der Schule
- 1970: Wolfgang Kießling: Es gibt nur einen Weg (Kinderhörspiel – Rundfunk der DDR)
- 1974: Alexander Wolkow: Der Zauberer der Smaragdenstadt
- 1975: Alexander Wolkow: Der Krieg der Holzsoldaten (Kinderhörspiel – Rundfunk der DDR)
- 1977: Rainer Lindow: Andreas und der Wagenlenker (Kinderhörspiel – Rundfunk der DDR)
- 1980: Walter Püschel: Das Schulschwein
- 1980: Katrin Lange (nach Jacob Grimm/Wilhelm Grimm): Der Teufel mit den drei goldenen Haaren (Kinderhörspiel – Rundfunk der DDR)
- 1981: Fritz Reuter: Die Geschichte der armen Liebe des Hofknechtes Jehann Schütt und der Tagelöhnerin Marik Brand
- 1981: Samuil Marschak: Das Tierhäuschen
- 1981: Katrin Lange: Die Adoption
- 1981: Edwin Hoernle: Vom König, der die Sonne vertreiben wollte (Kinderhörspiel – Rundfunk der DDR)
- 1983: Gabriele Herzog: Anton, Frieda und die neue Katze (Kinderhörspiel/Kurzhörspiel aus der Reihe: Geschichten aus dem Hut – Rundfunk der DDR)
- 1984: Katrin Lange (nach Jacob Grimm/Wilhelm Grimm): Der Teufel mit den drei goldenen Haaren (Kinderhörspiel – Litera)
- 1985: Thomas Rosenlöcher (nach Jacob Grimm/Wilhelm Grimm): Die Bremer Stadtmusikanten
- 1986: Jacob Grimm/Wilhelm Grimm: Schneeweißchen und Rosenrot
- 1987: Katrin Lange (nach Jacob Grimm/Wilhelm Grimm): Drosselbart
- 1988: Miriam Margraf: Der Orakelspruch

### Sprecherin
- 1963: Hanna Emuth: Fummel und Bummel bei den Katzenkindern (Gackerine, eine Glucke) – Regie: [unbekannt] (Kinderhörspiel – Litera)
- 1967: Petko Todorow: Die Drachenhochzeit (Mädchen) – Regie: Wolfgang Brunecker (Hörspiel – Rundfunk der DDR)

### Autorin
- 1961: Ulrike und ihre Puppenkinder – Regie: Maritta Hübner (Kinderhörspiel/Kurzhörspiel – Rundfunk der DDR)